# Cantonul Avignon-Sud
Cantonul Avignon-Sud este un canton din arondismentul Avignon, departamentul Vaucluse, regiunea Provence-Alpes-Côte d'Azur, Franța.

## Comune
- Avignon (parțial)

```
Format:Beginnetje
```